# Карл Якобсен
Карл Християн Гіллман Якобсен (дан. Carl Christian Hillmann Jacobsen, 2 березня 1842 — 11 січня 1914) — данський підприємець і меценат, син засновника концерну Carlsberg Якоба Християна Якобсена.

## Життєпис
Карл Якобсен був спадкоємцем засновника Carlsberg Якоба Якобсена, який назвав свою компанію на честь сина. 1881 року Карл Якобсен заснував власну компанію Ny Carlsberg (Новий Карлсберг), ставши конкурентом батька. У той час, як Carlsberg тримався традицій тривалої витримки пива, Ny Carlsberg зробив ставку на масове виробництво, зокрема за рахунок скорочення терміну витримки.
1902 року дві компанії об'єдналися, і керівництво концерном взяв на себе Фонд Карлсберга, який керував Carlsberg після смерті Якобсена-старшого в 1887 році. 1906 року Карл Якобсен очолив концерн.
Якобсен був пристрасним колекціонером предметів мистецтва. 1882 року він відкрив свою колекцію для публіки, а пізніше подарував її державі та розмістив у новій будівлі; музей отримав назву Нова гліптотека Карлсберга. Якобсен також виступив замовником статуї «Русалонька» (1913), що стала одним із символів Копенгагена.